# Magdalena (obraz Tycjana)
Magdalena – wykonany w dwóch wersjach obraz włoskiego malarza renesansowego Tycjana przedstawiający Marię Magdalenę.

## Historia obrazów
Płótno pierwotnie należało do rodu della Rovere z Urbino. W 1631 roku znalazło się we Florencji po ślubie przedstawicielki rodu Vittorii z Ferdinandem II Medici. Ze zbiorów medycejskich obraz trafił do Pałacu Pitti. 

## Opis dzieła
Pierwsza wersja obrazu przedstawiająca Marię Magdalenę powstawała w latach 1533–1535. Został zamówiony przez księcia Urbino Francesco Maria della Rovere. Motyw Magdaleny był wyjątkowo popularny w XVI wieku. Uznawana przez Kościół za ladacznicę i kobietę upadłą, nawróconą na drogę cnoty przez Jezusa dawała artystom możliwość tworzenia erotycznych kompozycji które nie były tępione za niestosowność. Tycjanowska Magdalena miała nieco inny wymiar. Artysta przedstawił ja w chwili głębokiego uniesienia i skruchy ze łzami w oczach i wzrokiem skierowanym ku niebu. Łzy grzesznicy nawiązują do łez, którymi obmyła stopy Jezusowi.
Nagość Magdaleny, choć erotyczna, może nawiązywać do legendy o świętej. Według niej swoje ostatnie lata spędziła w pustelni w górach Sainte-Baume w Prowansji. Tam żyła w odosobnieniu, naga, odżywiając się jedynie śpiewem aniołów odwiedzających ją co dzień. Brak odzienia symbolizuje więc rezygnację z dóbr doczesnych, z klejnotów i złota na rzecz wiary w Chrystusa.
Na wazie stojącej po lewej stronie Tycjan umieścił swój podpis TITIANUS.
W 1565 roku Tycjan namalował drugą wersję obrazu Magdaleny. Piękna kobieta została ukazana w podobnej pozie co wcześniej, jednakże jej nagość została zakryta. Malarz wprowadził kilka szczegółów: otwartą księgę, wazę oraz niewidoczną na pierwszy rzut oka trupią czaszkę symbolizującą śmierć. Obraz jest zdecydowanie dojrzalszy kolorystycznie. Tycjan posługuje się tu barwą, która harmonizuje z postacią. W tle widoczne jest niebo skąpane w promieniach zachodzącego słońca, a ciemna skała kontrastuje z jasno oświetloną postacią Magdaleny.